# Verlagsgruppe Georg von Holtzbrinck

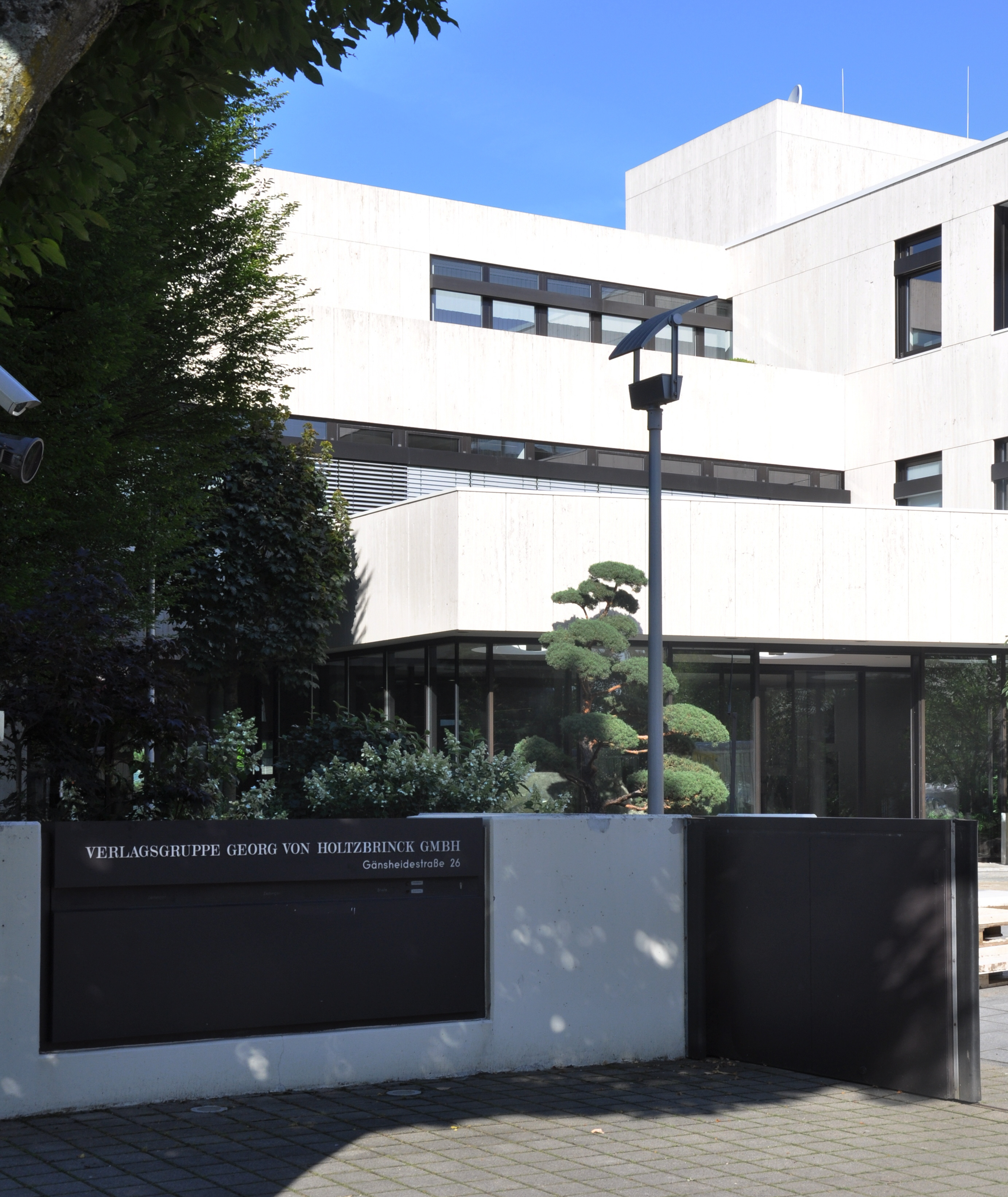
Zentrale der Holtzbrinck-Holding auf der Gänsheide in Stuttgart

Die Georg von Holtzbrinck GmbH & Co. KG (auch Verlagsgruppe Georg von Holtzbrinck oder Holtzbrinck Publishing Group) ist das viertgrößte Medienunternehmen Deutschlands und auch international tätig. 1971 wurde die Holding mit Sitz in Stuttgart gegründet. Gesellschafter der Verlagsgruppe ist nach dem Tod seiner Schwester Monika Schoeller (1939–2019) nur noch Stefan von Holtzbrinck. Nach der Umstrukturierung von 2009 konzentrierte sich das Unternehmen auf Wissenschaft, Bildung und Buchverlage, während die abgetrennte Dieter von Holtzbrinck Medien (DvH Medien) ihren Schwerpunkt bei Presse und Publikumszeitschriften hat.
Die Zeit gehört beiden Verlagshäusern zu gleichen Teilen.

## Unternehmensbereiche
Die Verlagsgruppe gliedert sich in drei Geschäftsbereiche:
1. den Buchbereich (Macmillan Publishers mit den deutschen Publikumsverlagen S. Fischer Verlag, Rowohlt Verlag, Kiepenheuer & Witsch, Droemer Knaur, Argon Verlag),
2. das US-Hochschulgeschäft (Macmillan Higher Education und Macmillan New Ventures) und
3. die digitalen Einheiten (u. a. Holtzbrinck Digital, Zeitverlag, Spotlight, Prognos).

Holtzbrinck Digital ist die strategische Internet-Beteiligungsholding und ist in drei Divisionen organisiert:
- Digital Science: u. a. Altmetric, figshare, readcube, überResearch, BIORAFT
- Digital Education: u. a. iversity, MIAMED, Lecturio, Bettermarks

- Digital Content: Content Group (gutefrage.net GmbH, NetDoktor), Searchmetrics, neopubli

Holtzbrinck Digital war von 2000 bis 2010 am heute unabhängigen Risikokapitalgeber HV Capital beteiligt.
Den Fachverlagsbereich (Nature Publishing Group, Palgrave Macmillan und Macmillan Education) brachte Holtzbrinck 2015 in die Verlagsgruppe Springer Nature, ein Joint Venture mit Springer Science+Business Media, ein. Holtzbrinck hält 53 % der Anteile an Springer Nature.
Die digitalen Initiativen der Buchverlage werden seit 2016 im Kompetenzcenter Holtzbrinck ePublishing (HeP) gebündelt.

## Geschichte

### Beginn als Zeitschriften- und Buchwerbeunternehmen 1931
Der Grundstein der Verlagsgruppe war der von Georg von Holtzbrinck bereits seit 1931 betriebene Aufbau eines Zeitschriften- und Buchwerbungsgeschäfts. Dessen Erfolg ermöglichte ihm 1936 den Erwerb der Deutschen Verlagsexpedition (Devex), die einen Vertrag mit der Deutschen Arbeitsfront (DAF) abschloss. Seine NSDAP-Mitgliedschaft seit 1933 und Beziehungen seines Onkels Erich von Holtzbrinck, eines Standartenführers im SS-Hauptamt, zur Privatkanzlei Hitlers waren dabei hilfreich. Die Devex übernahm für zwei Jahre den Vertrieb der DAF-Zeitschriften Schönheit der Arbeit und Freude und Arbeit.

### Neugründungen und Erweiterungen nach 1945
Bei der Entnazifizierung 1948 mit einer Geldstrafe von 1200 RM belegt, wurde der Grundstein für die Nachkriegszeit in Form der Stuttgarter Hausbücherei, gegründet 1948 von Georg von Holtzbrinck, gelegt. Sie firmierte ab etwa 1959 unter Deutscher Bücherbund.
Ab den 1960er-Jahren wurden der S. Fischer Verlag und Beteiligungen an Rowohlt, Droemer Knaur und Kindler Verlag dazugekauft sowie der Einstieg bei der Saarbrücker Zeitung und beim Handelsblatt realisiert, was Anlass zur Gründung der Holding gab.
Mitte der 1980er-Jahre begann die Ausdehnung in das englischsprachige Ausland, zunächst in die USA (mit der Übernahme der Verlage Scientific American und Henry Holt), des Erwerbs der restlichen 33 Prozent am Rowohlt Verlag von der New York Times 1984 und seit Mitte der 1990er Jahre durch die Unternehmensübernahme Macmillan Publishers (mit der Zeitschrift Nature) in die Länder des Commonwealth sowie in die Märkte Asiens, Afrikas und Lateinamerikas. 1991 erwarb die Verlagsgruppe Holtzbrinck die Firma Mainpresse Richterdruck mit den Tageszeitungen Main-Post und Fränkisches Volksblatt. 1992 wurde der Stuttgarter Gustav Fischer Verlag übernommen der 1999 mit dem seit 1998 ebenfalls zum Konzern gehörenden Verlag Urban & Schwarzenberg zum zweitgrößten Medizin-Verlag im deutschsprachigen Raum Urban & Fischer verschmolzen wurde. Der Deutsche Bücherbund wurde verkauft, um stärker in elektronische Medien investieren zu können. 1993 erwarben sie den New Yorker Verlag für moderne Literatur Farrar, Straus & Giroux.
2002 strebte die Verlagsgruppe eine Fusion mit Berliner Medien an, welche aber 2003 untersagt wurde. 2003 verkaufte die Verlagsgruppe Holtzbrinck den Urban & Fischer Verlag an den niederländischen Wissenschaftsverlag Elsevier. Im Oktober 2005 beschloss das Unternehmen den Verkauf der Anteile am Berliner Verlag (Verlag der Berliner Zeitung).
Der Konzern kaufte am 3. Januar 2007 die StudiVZ Ltd. Ein Pressesprecher erklärte, der Preis liege „über 50 Millionen Euro, aber deutlich unter 100 Millionen“, was zahlreiche Medien bezweifelten. 2012 wurde StudiVZ wieder verkauft.
Im Juli 2007 kaufte die Internettochter Holtzbrinck eLAB GmbH die Internetportale Netdoktor.de und Golem.de der Netzeitung-Gruppe von der BV Deutsche Zeitungsholding. Zuvor war bereits Helpster.de erworben worden. Im gleichen Jahr beteiligte sich Holtzbrinck über Holtzbrinck Ventures auch an dem Startup TopTarif Internet GmbH, einem Online-Vergleichsportal für Gas, Strom und Kfz.

### epubli
Ebenfalls 2007 wurde mit epubli bzw. epubli.de eine Tochterfirma gegründet und in das Berliner Handelsregister eingetragen, die online als Self-Publishing-Plattform auftritt. Hierüber können Selbstpublikationen als Print-on-Demand- oder/und E-Book-Buchausgaben erstellt werden, die Vertriebsmöglichkeiten darüber erstellter Druckausgaben sind allerdings im Vergleich zu Books-on-Demand nicht so weitreichend. 2016 hat Holtzbrinck die Selfpublishing-Angebote Epubli und Neobooks unter dem Namen „Neopubli“ zusammengeführt.

### Umstrukturierung 2009
Zum 1. Juni 2009 kam es innerhalb der Verlagsgruppe zu einer großen Umstrukturierung. Dieter von Holtzbrinck, bis dahin einer der drei jeweils mit einem Drittel an der Georg von Holtzbrinck GmbH & Co. KG (GvH) beteiligten Gesellschafter, verkaufte seine Anteile an die beiden übrigen Gesellschafter, Stefan von Holtzbrinck und Monika Schoeller. Im Gegenzug übernahm Dieter von Holtzbrinck mehrere Tochtergesellschaften der GvH, insbesondere Zeitungen und Zeitschriften mit republikweit meinungsbildender Bedeutung, und bündelte diese in einer neuen eigenen Gesellschaft, der DvH Medien GmbH. Hierzu gehören:
- Der Tagesspiegel, eine für die Hauptstadt Berlin bedeutende Tageszeitung mit Gruppe
- die Verlagsgruppe Handelsblatt, mit Ausnahme dreier kleiner Verlage der Untergruppe Handelsblatt-Fachverlag, die keine Zeitungen produzieren: der Verlag der Fachzeitschrift Lebensmittelpraxis, der Buchverlag Schäffer-Poeschel und der Sprachverlag ZEIT Sprachen
- 50 % des Zeitverlags (Wochenzeitung Die Zeit) und dessen operative Führung. Die anderen 50 % verblieben bei der DvH.[17][18]
- den Werbevermarkter IQ Media Marketing GmbH, der aber weiter auch für die Verlagsgruppe Georg von Holtzbrinck tätig blieb
- 50 % an der Wirtschaftsdatenbank GBI-Genios (der andere Partner hierbei ist die Frankfurter Allgemeine Zeitung GmbH).

### Schrittweiser Rückzug aus dem Zeitungsgeschäft
Die Zeitungen mit nur regionaler Bedeutung verblieben zunächst bei GvH. Die Mediengruppe Main-Post in Würzburg wurde im Dezember 2010 an die Mediengruppe Pressedruck (Augsburger Allgemeine) verkauft.
Der Mehrheitsanteil an der Saarbrücker Zeitungsgruppe (Saarbrücker Zeitung mit Pfälzischer Merkur, Trierischer Volksfreund und Lausitzer Rundschau) wurde 2012 mit Wirkung zum 1. Januar 2013 an die Rheinische Post Mediengruppe verkauft.
Der Südkurier in Konstanz gehörte seit 1980 zu 25 % und seit 1990 zu 100 % der Holtzbrinck-Gruppe. Am 21. November 2011 wurde die Übernahme von 51 Prozent der Anteile am Südkurier Medienhaus durch die Mediengruppe Pressedruck (Augsburger Allgemeine) bekanntgegeben. Ende 2013 übernahm Pressedruck auch die übrigen Anteile von der Verlagsgruppe Georg von Holtzbrinck.